# Дуомон
Дуомо́н (фр. Douaumont) — колишній муніципалітет у Франції, у регіоні Гранд-Ест, департамент Мез. Населення — 8 осіб (2011).
Муніципалітет був розташований на відстані близько 230 км на схід від Парижа, 60 км на захід від Меца, 55 км на північ від Бар-ле-Дюка.

## Історія
До 2015 року муніципалітет перебував у складі регіону Лотарингія. Від 1 січня 2016 року належав до нового об'єднаного регіону Гранд-Ест.
1 січня 2019 року Дуомон і Во-деван-Дамлу було об'єднано в новий муніципалітет Дуомон-Во.

## Демографія
Динаміка населення (INSEE ):

## Економіка
2010 року серед 5 осіб працездатного віку (15—64 років) 3 були активними, 2 — неактивними (показник активності 60,0%, у 1999 році було 100,0%). З 3 активних мешканців працювали 3 особи (1 чоловік та 2 жінки), безробітними було 0 (0 чоловіків та 0 жінок). Серед 2 неактивних 1 особа була учнем чи студентом, 1 — пенсіонерами, 0 були неактивними з інших причин.